# 自由山 (傑克遜縣)
自由山（英語：Liberty Hill）是一個位於美國阿拉巴馬州傑克遜縣的非建制地區。該地的面積和人口皆未知。

## 地理
自由山的座標為34°49′40″N 85°42′52″W / 34.82777°N 85.71444°W，而該地的平均海拔高度為463米（即1519英尺）。